# 藤堂高紹

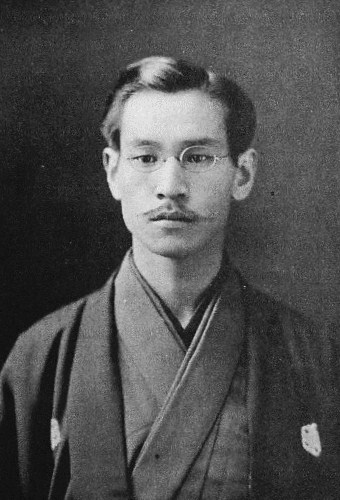
藤堂高紹

藤堂 高紹（とうどう たかつぐ、明治17年（1884年）7月27日 - 昭和18年（1943年）1月12日）は、伊勢国津藩の最後の藩主藤堂高潔の長男で、藤堂家宗家13代当主。従二位、伯爵。母は蜂須賀斉昌の養女・量子。

## 生涯
1890年（明治23年）1月8日、5歳の時、家督を相続する。1892年（明治25年）10月、家令・小西正職と家扶・塩田重弦の連名で、当時宮内大臣であった土方久元に対し、侯爵になることを願う。
内願書によれば、
「王事に竭し、軍備に懈らざりし微功を思し召し出し合わされ、非常の特典を以て侯位の爵に昇叙を賜りたく内願候」
1894年（明治27年）1月21日、勝海舟を通じ、政府に対して侯爵になることを働きかける。他にも、1915年（大正4年）10月6日や、1928年（昭和3年）10月25日にも侯爵になるように請願するが、いずれも失敗に終わる。
1896年（明治29年）7月、学習院初等学科を卒業。1904年（明治37年）からケンブリッジ大学への3年間の留学を経て、1907年（明治40年）に帰国し、宮内省の式部官に任ぜられた。一説には3年間在学したらしく、小山騰によれば、同大の在籍記録に高紹の名が無いそうだ。翌年1908年（明治41年）には、外務省へ出仕。
1908年（明治41年）12月12日、北白川宮能久親王の第三王女武子女王との結婚の勅許が下りる。その納采の儀を執り行った（＝正式に婚約した）後、既婚の事実が露見した。
同年12月26日、華族懲戒委員会が開かれた。委員会には、委員長であった公爵徳川家達貴族院議長他七名が出席。委員会の一員であった侯爵蜂須賀茂韶は高紹の利害関係人であるといい、出席を見合わせた。（蜂須賀茂韶と高紹の関係は、高紹から見て祖父の兄弟の孫）
懲戒の理由として、次の事実が公表された。
- 藤堂高紹伯爵は、1907年（明治40年）12月、ケンブリッジ大学留学中に未亡人の英国人女性エリーナ・グレース・アディソンと結婚し、日本に呼び寄せると約束して、一人帰国した。
- その後、高紹はエリーナと離別したいと考えたが、彼女が英国籍のままだと、英国法に基づいて莫大な離婚金を支払わねばならない。また、宮内省の許可を得ていない結婚であることが露見する。
- そこで、藤堂家への不利益を避けるため、家令・家扶と相談の上、エリーナを藤堂家の籍に入れて英国籍を喪失させた上で、日本法の下で伯爵家の威光によって離婚を有利に進めさせようと考えた。
- 1908年（明治41年）8月11日、黒川家令は本所区役所に高紹とエリーナの婚姻届を提出し、すぐに協議離婚の届出を行った。エリーナは事情を全く知らなかった。

北白川宮家は、懲戒委員会と同日に、藤堂家に家令を遣わして婚約破棄を申し入れた。12月27日、藤堂家側から正式に婚約辞退を申し出て、天皇に勅書を返上した。そして、12月28日付で華族令の規定に基づき華族としての礼遇が停止された。すなわち、華族としてのすべての資格と職位を失い、在野に放逐された。これまで婚儀の画策に携わった高官も解任になる。翌1909年（明治42年）6月26日、再び華族懲戒委員会が開催され、天皇の御沙汰によって6月28日付で礼遇停止が解除された。
その後、真田幸民の娘信子と結婚をし、娘は朝香宮家や岩倉家に嫁いでいる。復帰後は外務省ではなく、式部官に転じた。
1928年（昭和3年）にイタリア政府から勲章を受章。1938年（昭和13年）54歳の時、吉田弥邦（イタリア専門家）とともに編著をした『伊日辞典』（伊日辞典刊行会 発売鳳鳴堂書店）が出版される。1943年（昭和18年）1月12日、逝去。逝去に伴い、千賀子妃とその子冨久子女王が服喪した。墓所は東京都豊島区染井墓地。

## 血縁
- 兄弟：
  - 敬子 - 常磐井堯凞男爵夫人[12]
  - 銑子 - 高倉永則子爵夫人[13]
  - 錠子 - 牧野忠篤子爵夫人、婚姻後「鋀子」に改名[13]
- 妻：信子（真田幸民の三女）
- 子：
  - 長女：岩倉良子（1911年生）[13] - 岩倉具栄夫人
  - 次女：岩倉本子（1914年生）[13] - 岩倉具実夫人
  - 三女：松平国子（1915年生）[13] - 松平定光夫人
  - 長男：藤堂高廷（1917年生）[13]
  - 五女：朝香千賀子（1921年生）[13] - （朝香宮家）孚彦王妃。戦後、臣籍降下。
  - 次男：藤堂高弘（1923年生）[13]
  - 三男：藤堂高利（1926年生）[13]

## 栄典
位階
- 1908年（明治41年）8月10日 - 正五位[14]
- 1914年（大正3年）2月20日 - 従四位[15]
- 1943年（昭和18年）1月12日 - 従二位[16]

外国勲章佩用允許
- 1928年（昭和3年）
  - 2月2日 - イタリア王国：クーロンヌ勲章グランオフヰシエー[17]
  - 11月8日 - ポルトガル共和国：クリスト勲章コンマンドール[18]
- 1932年（昭和7年）
  - 5月2日 - ポルトガル共和国：赤十字功労章[19]
  - 10月22日 - ルーマニア王国：エトアルドルーマニー勲章グランオフヰシエー[20]

## 著作
- 吉田弥邦・藤堂高紹『伊日辞典』伊日辞典刊行会、1938年。全国書誌番号:40071861。